# Рижский яхт-клуб

Здание яхт-клуба

Рижский яхт-клуб — старейший яхт-клуб в балтийских провинциях Российской империи. Основан 6 августа 1878 года. С 1910 года носил почётное звание Императорского.
Располагался в специально отстроенном для него в 1898 году по проекту архитектора Вильгельма Неймана здании на Кипсале в самом начале улицы Баласта дамбис. Имел плавучую станцию в Майоренгофе и базу на Кишозере.
Первые гонки, устроенные клубом прошли по Даугаве в 1878 году. В них принимали участие семь яхт. Членство в клубе было престижным и к кандидатам предъявлялись высокие требования.
Клуб состоял из почётных, действительных, пассивных членов и сотрудников. Командор и вице-командор избирались на два года. Августейшим покровителем с 1903 года был великий князь Александр Михайлович.
В период своего наибольшего расцвета в списках Рижского яхт-клуба значились 68 яхт, 6 буеров и более трёх сотен зарегистрированных членов клуба, активно участвовавших в спортивной и общественной жизни губернской столицы.
Знак клуба состоял из вертикального трезубца с наложенными поверх него двумя перекрещёнными якорями. Над ними, символизируя принадлежность к городу, находились два перекрещённых ключа.
Собранная сотрудниками музейная коллекция, успешно выставлялась на промышленных выставках в Риге и Санкт-Петербурге. В летней резиденции клуба в 1898 году состоялось общегородское чествование совершившего пешее кругосветное путешествие Константина Ренгартена.
После перерыва, вызванного Первой мировой войной, Рижский яхт-клуб возобновил свою работу в начале 1920-х годов. В 1946 году был объединён с клубом на озере Кишэзерс и стал называться Республиканским центральным яхт-клубом, а в 1970 году переехал в Болдераю, где находится и сегодня.